# Al-Monitor
Al-Monitor è un quotidiano online attivo dal febbraio 2012 da Jamal Daniel e con sede a Washington, negli Stati Uniti.